# 天主教萊蒂西亞宗座代牧區
天主教萊蒂西亞宗座代牧區（拉丁語：Vicariatus Apostolicus Laetitiae）是哥倫比亞一個羅馬天主教宗座代牧區，直屬教廷。1951年2月8日設立監牧區，2000年10月23日升為代牧區。
代牧區位於亞馬遜省，教座位於首府萊蒂西亞。2010年有教友69,900人（佔轄區總人口90.2%）、十二個堂區、十六名司鐸。現任宗座代牧為若瑟·德赫蘇斯·金特羅·迪亞斯。